# 小城子管理处
小城子管理处是中华人民共和国河北省张家口沽源县下辖的一个类似乡级单位，实际属于塞北管理区。

## 行政区划
下辖以下地区：马点村、大梁底村、黄土湾村和卫东村。